# Fényi (cráter)
Fenyi es un pequeño cráter situado en la cara oculta de la Luna. Se encuentra cerca del extremo sur de la enorme falda, trenzada de materiales eyectados, que rodea la cuenca del Mare Orientale situada al norte. A menos de dos de diámetros de distancia en dirección suroeste aparece el cráter mucho más grande Mendel.
|  |  |

Gran parte del borde y casi la totalidad del propio cráter han sido enterrados bajo el impacto de los materiales de la Cuenca del Mare Orientale. El terreno circundante muestra un patrón de hendiduras radiales y trenzadas que discurren de norte a sur. Sólo un anillo sobresale por encima de este lecho de material eyectado, mostrando la ubicación original del borde. Al noreste se inserta un pequeño cráter en la pared interior.
Este cráter se halla dentro de la Cuenca Mendel-Rydberg, una amplia depresión de 630 km de anchura perteneciente al Período Nectárico.

## Cráteres satélite
Por convención estos elementos son identificados en los mapas lunares poniendo la letra en el lado del punto medio del cráter que está más cerca de Fenyi.
|       | \| Fényi \| Coordenadas \| Diámetro \| \| ----- \| -------------------------------- \| -------- \| \| A \| 43°36′S 104°24′O / -43.6, -104.4 \| 19 km \| \| Y \| 43°36′S 105°30′O / -43.6, -105.5 \| 21 km \| |          |
| Fényi | Coordenadas | Diámetro |
| A     | 43°36′S 104°24′O / -43.6, -104.4 | 19 km    |
| Y     | 43°36′S 105°30′O / -43.6, -105.5 | 21 km    |